# Гамбуров, Козьма Иванович
Козьма Иванович Гамбуров (варианты написание его имени: Гомбуров; Гамбуров Козма; умер около 1810) — русский актёр конца XVIII века, оперный певец (бас), драматический актёр, один из первых артистов русской сцены.

## Биография
О его жизни почти ничего неизвестно: ни когда и где он родился, ни точной даты смерти. Источники донесли лишь совсем небольшую информацию. Неизвестно, и кто были его родители. Он происходил из воспитанников сиротского дома.
Вместе с несколькими другими воспитанниками сиротского воспитательного дома состоял в труппе Театра Карла Книпера. Этот театр был создан лекарем Воспитательного дома Карла Книпера, в Санкт-Петербурге в 1777 году. В 1779 году театр был переименован в Вольный Российский Театр, в том же году, по заключению контракта Карла Книпера с Воспитательным домом, к нему поступили на учёбу «в артисты» и дальнейшую работу на сцене 50 выпускников Петербургского Воспитательного Дома, которые были отобраны известным московским актёром И. И. Каллиграфом и ранее обучались в Москве танцам, музыке и декламации. Эти 50 питомцев и питомиц образовали русскую труппу. Среди этих 50 и был  Козьма Иванович Гамбуров. 13 апреля 1779 года на Царицыном лугу в бывшем театре Локателли, Книпперова труппа дала для первого спектакля комическую оперу Аблесимова «Мельник». Театр Книппера имел большой успех. Дмитревский занимал в театре должность учителя драматического искусства и, обязавшись давать только 12 уроков в месяц, на самом являлся к своим ученикам раза по два в день.
На сцене Книперовского театра Гамбуров играл любовников и комические роли.
Именно в этом театре впервые 24 сентября 1782 года была продемонстрирована на сцене комедия Фонвизина «Недоросль», эта постановка стала первой работой в Вольном Российском Театре Ивана Афанасьевича Дмитревского. Роль Правдина исполнял Козьма Гамбуров.
30 августа 1756 года по приказу императрицы Елизаветы Петровны была образована Дирекция императорских театров Российской империи, и в России стало подниматься артистическое движение, а Дирекция Императорских театров скупала уже существующие появившиеся русские театры и привлекала желавших участвовать в театральном процессе, таким образом создавая свою труппу, существовавшую за казённый счет.
1 сентября 1783 года Вольный театр вместе со всей труппой вошёл в структуру Императорских театров. Гамбуров был принят на службу дирекцией Императорских театров вместе со всем Вольным театром. В 1783 году, переменив статус и став казённым императосрким, театр получил новое название — Городской Деревянный Театр или Малый Театр и просуществовал под ним до 1797 года, после чего был демонтирован по приказу  Павла I, так как здание мешало манёврам войск на парадах. Но к этому времени возникшая общая труппа императорских театров уже имела несколько разных театральных сцен, в частности Каменноостровский (Большой) театр. Став императорским придворным актёром и уже набравшись к этому времени сценического опыта, Гамбуров уже мастерски играл роли королей и тиранов в трагедии, строгих отцов и резонеров - в комедии, а, по некоторым источникам, исполнял роли амплуа вторых любовников.
Перевел с немецкого языка комедию «Зимняя квартира» (Санкт-Петербург, 1784).
В 1794 году К. И. Гамбуров занимал должность инспектора императорской труппы по сценической части. Впрочем, в такой должности особо примечательного ничего не было — то время на этот пост избирались актёры сроком на одно полугодие.
Роли:
1-й исполнитель роли Правдина в «Недоросле» Фонвизина — 24 сентября 1782 года, Вольный Российский театр.
1-й исполнитель оперных партий: Секретаря («Санкт-Петербургский гостиный двор» М. Матинского, 1779), Превзыда («Русалка» С. И. Давыдова или К. Кавоса, 1807).
Партнёры: Е. П. Бобров, А. И. Валберхова, В. Волков, Г. Г. Волков, Я. С. Воробьев, Ф. Григорьев, Е. И. Ежова, Ел.И.Ежова, А. М. Крутицкий, Максим Волков, С.Е.Рахманов, Анна Крутицкая, Милевская, Рахманова, А. М. Михайлова, Кузмин, А. Пономарев, В. Самойлов, С. Самойлова, Н. С. Семёнова, С. П. Соколов, Н. Суслов, В. М. Черников, П. П. Черникова, М. А. Чудин, Василий С. Шарапов, Я. Д. Шумский.